# Ponia (rzeka)
Ponia (biał. Поня) – rzeka w północnej Białorusi, w rejonie dokszyckim (obwód witebski); prawy dopływ Berezyny w zlewisku Morza Czarnego. Jej długość wynosi 44,9 km, powierzchnia zlewni – 503 km², średni przepływ u ujścia – 3,4 m³/s.

## Nazwa
Białoruska nazwa rzeki jest spokrewniona (ma ten sam źródłosłów) z łotewską paņa (pol. „bagno”), pruskim panjan (pol. „bagno”), litewskim pania-bùdė (pol. „szary muchomor”, dosłownie: „grzyb bagienny” (od niejadalnego grzyba budė). Litewskie słowo pochodzi z obszaru zamieszkanego niegdyś przez Jaćwingów.

## Geografia
Rzeka jest zmeliorowana, a jej szerokość wynosi od 6 do 30 m. W miejscu ujścia do Berezyny tworzy naturalne rozlewisko. Głównym (prawym) dopływem jest Warłynka. Dolina rzeczna w górnym biegu ma kształt trapezu o szerokości 1,5-2,5 km. Równina zalewowa jest odwodniona, poprzecinana gęstą siecią kanałów melioracyjnych.

## Historia
Podczas wojny polsko-bolszewickiej, w pierwszej dekadzie lipca 1920, na rzece miał miejsce tragikomiczny wypadek związany z wysadzeniem drewnianego mostu. Głównym bohaterem był kapral 8 Batalionu Saperów, Władysław Filipiak, który pomimo że nie zdążył zejść z mostu przed odpaleniem ładunków wybuchowych, przeżył ich eksplozję.